# Zlatan Muslimović
Zlatan Muslimović (Banja Luka, 6 marzo 1981) è un ex calciatore bosniaco con passaporto svedese, di ruolo attaccante.

## Biografia
Nato in Bosnia-Erzegovina, giunge in Svezia nel 1993 per sfuggire alla guerra. Inizialmente si stabilisce con la famiglia ad Habo, a pochi chilometri dalla cittadina di Jönköping.

## Carriera

### Club
In Svezia fa parte inizialmente dei settori giovanili di due squadre dilettantistiche della zona in cui risiedeva, Habo IF e Husqvarna FF, prima di entrare nel vivaio dell'IFK Göteborg con cui vince un titolo nazionale giovanile nel 1999.
Nel gennaio 2000 stringe un accordo con l'Udinese, approdando ufficialmente in Italia a partire dall'estate seguente. Durante la prima stagione in bianconero Muslimović gioca soprattutto con la squadra Primavera, ma nel corso del campionato riesce a debuttare in Serie A il 4 febbraio 2001 durante la vittoriosa trasferta di Vicenza. Colleziona una seconda presenza una settimana più tardi, in occasione della sconfitta a Brescia.
Passa poi in prestito al Perugia nel luglio del 2001, quando viene inserito come parziale contropartita nel trasferimento che porta Mirko Pieri a fare il percorso inverso in Friuli. Nella metà di stagione trascorsa con la formazione umbra, tuttavia, gioca solo una partita di Coppa Italia contro il Modena. A febbraio lascia il club per approdare, sempre in prestito, alla Pistoiese, squadra in cerca della salvezza in Serie B. In otto partite con gli arancioni realizza una rete, quella del definitivo 1-1 sul campo del Messina. Nel giugno del 2002 viene definito, sempre via Udinese, il suo passaggio all'Ascoli. Con i marchigiani gioca una partita di Coppa Italia e 11 di campionato, gran parte delle quali partendo dalla panchina, senza trovare il gol.
In vista della stagione 2003-2004 scende di categoria con un nuovo prestito, questa volta al Padova. Con la formazione biancoscudata colleziona 30 presenze in Serie C e 6 reti all'attivo.
Il 21 luglio 2004 approda in comproprietà al Rimini, altra squadra di Serie C. Qui esplode dal punto di vista realizzativo con 15 gol in 32 partite (vice capocannoniere del girone dietro ad Andrea Soncin), rivelandosi uno dei protagonisti che contribuiscono a far centrare alla squadra il primo posto in classifica e una partecipazione alla serie cadetta che ai biancorossi mancava dal 1982.
Dopo l'annata riminese, l'Udinese decide di riscattare Muslimović. I friulani, guidati in panchina da Serse Cosmi (già suo tecnico ai tempi della poco fortunata parentesi perugina), decidono tuttavia di girarlo in prestito al Messina in Serie A. Alla sua prima vera esperienza nella massima serie italiana, escludendo le due fugaci presenze a Udine del 2002, l'attaccante bosniaco segna 4 reti in 25 partite, alternando presenze da subentrante ad altre da titolare. I siciliani terminano il torneo con il raggiungimento della salvezza.
L'ennesimo prestito da parte dell'Udinese lo si registra nell'estate del 2006, quando approda per un anno al Parma a titolo temporaneo. Durante quest'annata gioca le prime partite in Coppa UEFA della sua carriera. In Serie A la squadra fatica, tanto che al termine del girone di andata i punti in classifica sono soltanto 12, ma anche grazie anche agli innesti invernali di Giuseppe Rossi e di mister Claudio Ranieri comincia a recuperare terreno. All'ultima giornata contro l'Empoli è proprio un gol di Muslimović a portare in vantaggio gli emiliani, che finiscono per vincere 3-1 conquistando così una salvezza che solo pochi mesi prima sembrava alquanto improbabile. A livello personale, chiude il campionato con 3 gol in 29 presenze.
Nel giugno 2007 Muslimović viene ceduto a titolo definitivo dall'Udinese all'Atalanta, con cui firma un contratto triennale. La sua miglior partita con la maglia nerazzurra è quella del 9 febbraio 2008, quando per due volte rimonta la Fiorentina con una doppietta che fissa il punteggio sul 2-2. Esse sono anche le uniche due sue reti stagionali, a fronte di 10 presenze.
Nel luglio 2008 viene acquistato per 600 000 euro dal PAOK Salonicco, club che già nella precedente finestra di mercato aveva cercato di ingaggiarlo. Nelle tre stagioni trascorse con i greci mette a segno complessivamente 19 reti in 68 partite di campionato, 2 gol in 5 partite nei preliminari di Europa League, un gol in 4 partite nella fase a gironi di Europa League. Gioca anche una partita dei preliminari di Champions League e 8 partite di Coppa di Grecia, per un totale di 86 partite e 22 gol.
Al termine della stagione 2010-2011 rimane svincolato fino al 2012, quando arriva l'ufficialità del suo trasferimento a titolo definitivo in Cina al Guizhou Renhe. Oltre che le competizioni nazionali, disputa anche la Champions League asiatica.
Dopo due parentesi nella massima serie slovena, rispettivamente allo Zavrč e al Koper, annuncia il suo ritiro dal calcio giocato nel gennaio 2017.

### Nazionale
Tra il 2001 e il 2002 rappresenta la nazionale bosniaca Under-21. Successivamente gioca anche per la nazionale maggiore, nella quale viene convocato dall'agosto 2006 fino al settembre 2011.

## Statistiche

### Presenze e reti nei club
Statistiche aggiornate al 6 novembre 2016.
| Stagione             | Squadra              | Campionato           | Campionato | Campionato | Coppe nazionali | Coppe nazionali | Coppe nazionali | Coppe continentali | Coppe continentali | Coppe continentali | Altre coppe | Altre coppe | Altre coppe | Totale | Totale |
| Stagione             | Squadra              | Comp                 | Pres       | Reti       | Comp            | Pres            | Reti            | Comp               | Pres               | Reti               | Comp        | Pres        | Reti        | Pres   | Reti   |
| -------------------- | -------------------- | -------------------- | ---------- | ---------- | --------------- | --------------- | --------------- | ------------------ | ------------------ | ------------------ | ----------- | ----------- | ----------- | ------ | ------ |
| 2000-2001            | Udinese              | A                    | 2          | 0          | CI              | 0               | 0               | Int+CU             | 0                  | 0                  | -           | -           | -           | 2      | 0      |
| 2001-gen. 2002       | Perugia              | A                    | 0          | 0          | CI              | 1               | 0               | -                  | -                  | -                  | -           | -           | -           | 1      | 0      |
| gen.-giu. 2002       | Pistoiese            | B                    | 8          | 1          | CI              | -               | -               | -                  | -                  | -                  | -           | -           | -           | 8      | 1      |
| 2002-2003            | Ascoli               | B                    | 11         | 0          | CI              | 1               | 0               | -                  | -                  | -                  | -           | -           | -           | 12     | 0      |
| 2003-2004            | Padova               | C1                   | 30         | 6          | CI-C            | 0               | 0               | -                  | -                  | -                  | -           | -           | -           | 30     | 6      |
| 2004-2005            | Rimini               | C1                   | 32         | 15         | CI+CI-C         | 3+0             | 2+0             | -                  | -                  | -                  | SL-C1       | 2           | 3           | 37     | 20     |
| 2005-2006            | Messina              | A                    | 25         | 4          | -               | -               | -               | -                  | -                  | -                  | -           | -           | -           | 25     | 4      |
| 2006-2007            | Parma                | A                    | 29         | 3          | CI              | 3               | 2               | CU                 | 3                  | 0                  | -           | -           | -           | 35     | 5      |
| 2007-2008            | Atalanta             | A                    | 10         | 2          | CI              | 0               | 0               | -                  | -                  | -                  |             | -           | -           | 10     | 2      |
| 2008-2009            | PAOK                 | SL                   | 22+3       | 7+0        | CG              | 3               | 0               | -                  | -                  | -                  | -           | -           | -           | 28     | 7      |
| 2009-2010            | PAOK                 | SL                   | 19+5       | 6+2        | CG              | 1               | 0               | UEL                | 3                  | 1                  | -           | -           | -           | 28     | 9      |
| 2010-2011            | PAOK                 | SL                   | 16+5       | 1+1        | CG              | 4               | 0               | UCL+UEL            | 1+6                | 0+2                | -           | -           | -           | 32     | 4      |
| Totale PAOK          | Totale PAOK          | Totale PAOK          | 57+13      | 14+3       |                 | 8               | 0               |                    | 10                 | 3                  |             | -           | -           | 88     | 20     |
| 2012                 | Beijing Renhe        | CSL                  | 28         | 13         | CC              | 5               | 1               | -                  | -                  | -                  | -           | -           | -           | 33     | 14     |
| 2013                 | Beijing Renhe        | CSL                  | 23         | 3          | CC              | 6               | 3               | ACL                | 6                  | 1                  | -           | -           | -           | 35     | 7      |
| 2014                 | Beijing Renhe        | CSL                  | 5          | 0          | CC              | 0               | 0               | ACL                | 1                  | 0                  | SC          | 1           | 1           | 7      | 1      |
| Totale Beijing Renhe | Totale Beijing Renhe | Totale Beijing Renhe | 56         | 16         |                 | 11              | 4               |                    | 7                  | 1                  |             | 1           | 1           | 75     | 22     |
| 2015-gen. 2016       | Zavrč                | 1. SNL               | 10         | 1          | CS              | 2               | 0               | -                  | -                  | -                  | -           | -           | -           | 12     | 1      |
| gen.-giu. 2016       | Koper                | 1. SNL               | 8          | 0          | CS              | -               | -               | UEL                | -                  | -                  | SS          | -           | -           | 8      | 0      |
| 2016-2017            | Koper                | 1. SNL               | 14         | 2          | CS              | 1               | 0               | -                  | -                  | -                  | -           | -           | -           | 15     | 2      |
| Totale Koper         | Totale Koper         | Totale Koper         | 22         | 2          |                 | 1               | 0               |                    | -                  | -                  |             | -           | -           | 23     | 2      |
| Totale carriera      | Totale carriera      | Totale carriera      | 305        | 67         |                 | 30              | 8               |                    | 20                 | 4                  |             | 3           | 4           | 358    | 83     |

### Cronologia presenze e reti in nazionale
| Cronologia completa delle presenze e delle reti in nazionale ― Bosnia ed Erzegovina | Cronologia completa delle presenze e delle reti in nazionale ― Bosnia ed Erzegovina | Cronologia completa delle presenze e delle reti in nazionale ― Bosnia ed Erzegovina | Cronologia completa delle presenze e delle reti in nazionale ― Bosnia ed Erzegovina | Cronologia completa delle presenze e delle reti in nazionale ― Bosnia ed Erzegovina | Cronologia completa delle presenze e delle reti in nazionale ― Bosnia ed Erzegovina | Cronologia completa delle presenze e delle reti in nazionale ― Bosnia ed Erzegovina | Cronologia completa delle presenze e delle reti in nazionale ― Bosnia ed Erzegovina |
| Data                                                                                | Città                                                                               | In casa                                                                             | Risultato                                                                           | Ospiti                                                                              | Competizione                                                                        | Reti                                                                                | Note                                                                                |
| ----------------------------------------------------------------------------------- | ----------------------------------------------------------------------------------- | ----------------------------------------------------------------------------------- | ----------------------------------------------------------------------------------- | ----------------------------------------------------------------------------------- | ----------------------------------------------------------------------------------- | ----------------------------------------------------------------------------------- | ----------------------------------------------------------------------------------- |
| 16-8-2006                                                                           | Sarajevo                                                                            | Bosnia ed Erzegovina                                                                | 1 – 2                                                                               | Francia                                                                             | Amichevole                                                                          | -                                                                                   | 60’                                                                                 |
| 2-9-2006                                                                            | Ta' Qali                                                                            | Malta                                                                               | 2 – 5                                                                               | Bosnia ed Erzegovina                                                                | Qual. Euro 2008                                                                     | 2                                                                                   |                                                                                     |
| 6-9-2006                                                                            | Zenica                                                                              | Bosnia ed Erzegovina                                                                | 1 – 3                                                                               | Ungheria                                                                            | Qual. Euro 2008                                                                     | -                                                                                   | 46’                                                                                 |
| 24-3-2007                                                                           | Oslo                                                                                | Norvegia                                                                            | 1 – 2                                                                               | Bosnia ed Erzegovina                                                                | Qual. Euro 2008                                                                     | 1                                                                                   |                                                                                     |
| 2-6-2007                                                                            | Sarajevo                                                                            | Bosnia ed Erzegovina                                                                | 3 – 2                                                                               | Turchia                                                                             | Qual. Euro 2008                                                                     | 1                                                                                   | 90+3’                                                                               |
| 6-6-2007                                                                            | Sarajevo                                                                            | Bosnia ed Erzegovina                                                                | 1 – 0                                                                               | Malta                                                                               | Qual. Euro 2008                                                                     | 1                                                                                   |                                                                                     |
| 22-8-2007                                                                           | Sarajevo                                                                            | Bosnia ed Erzegovina                                                                | 3 – 5                                                                               | Croazia                                                                             | Amichevole                                                                          | 3                                                                                   |                                                                                     |
| 8-9-2007                                                                            | Budapest                                                                            | Ungheria                                                                            | 1 – 0                                                                               | Bosnia ed Erzegovina                                                                | Qual. Euro 2008                                                                     | -                                                                                   |                                                                                     |
| 12-9-2007                                                                           | Sarajevo                                                                            | Bosnia ed Erzegovina                                                                | 0 – 1                                                                               | Moldavia                                                                            | Qual. Euro 2008                                                                     | -                                                                                   |                                                                                     |
| 13-10-2007                                                                          | Atene                                                                               | Grecia                                                                              | 3 – 2                                                                               | Bosnia ed Erzegovina                                                                | Qual. Euro 2008                                                                     | -                                                                                   |                                                                                     |
| 17-10-2007                                                                          | Sarajevo                                                                            | Bosnia ed Erzegovina                                                                | 0 – 2                                                                               | Norvegia                                                                            | Qual. Euro 2008                                                                     | -                                                                                   | 46’                                                                                 |
| 20-8-2008                                                                           | Zenica                                                                              | Bosnia ed Erzegovina                                                                | 2 – 1                                                                               | Bulgaria                                                                            | Amichevole                                                                          | -                                                                                   |                                                                                     |
| 10-9-2008                                                                           | Zenica                                                                              | Bosnia ed Erzegovina                                                                | 7 – 0                                                                               | Estonia                                                                             | Qual. Mondiali 2010                                                                 | 1                                                                                   | 71’                                                                                 |
| 15-10-2008                                                                          | Zenica                                                                              | Bosnia ed Erzegovina                                                                | 4 – 1                                                                               | Armenia                                                                             | Qual. Mondiali 2010                                                                 | 2                                                                                   | 46’                                                                                 |
| 19-11-2008                                                                          | Maribor                                                                             | Slovenia                                                                            | 3 – 4                                                                               | Bosnia ed Erzegovina                                                                | Amichevole                                                                          | -                                                                                   | 72’                                                                                 |
| 28-3-2009                                                                           | Bruxelles                                                                           | Belgio                                                                              | 2 – 4                                                                               | Bosnia ed Erzegovina                                                                | Qual. Mondiali 2010                                                                 | -                                                                                   | 70’                                                                                 |
| 5-9-2009                                                                            | Erevan                                                                              | Armenia                                                                             | 0 – 2                                                                               | Bosnia ed Erzegovina                                                                | Qual. Mondiali 2010                                                                 | 1                                                                                   | 69’                                                                                 |
| 9-9-2009                                                                            | Zenica                                                                              | Bosnia ed Erzegovina                                                                | 1 – 1                                                                               | Turchia                                                                             | Qual. Mondiali 2010                                                                 | -                                                                                   | 69’                                                                                 |
| 14-11-2009                                                                          | Lisbona                                                                             | Portogallo                                                                          | 1 – 0                                                                               | Bosnia ed Erzegovina                                                                | Qual. Mondiali 2010                                                                 | -                                                                                   | 81’                                                                                 |
| 18-11-2009                                                                          | Zenica                                                                              | Bosnia ed Erzegovina                                                                | 0 – 1                                                                               | Portogallo                                                                          | Qual. Mondiali 2010                                                                 | -                                                                                   | 46’                                                                                 |
| 3-3-2010                                                                            | Sarajevo                                                                            | Bosnia ed Erzegovina                                                                | 2 – 1                                                                               | Ghana                                                                               | Amichevole                                                                          | -                                                                                   | 46’                                                                                 |
| 29-5-2010                                                                           | Solna                                                                               | Svezia                                                                              | 4 – 2                                                                               | Bosnia ed Erzegovina                                                                | Amichevole                                                                          | -                                                                                   | 65’                                                                                 |
| 3-6-2010                                                                            | Francoforte                                                                         | Germania                                                                            | 3 – 1                                                                               | Bosnia ed Erzegovina                                                                | Amichevole                                                                          | -                                                                                   | 80’                                                                                 |
| 10-8-2010                                                                           | Sarajevo                                                                            | Bosnia ed Erzegovina                                                                | 1 – 1                                                                               | Qatar                                                                               | Amichevole                                                                          | -                                                                                   | 61’                                                                                 |
| 17-11-2010                                                                          | Bratislava                                                                          | Slovacchia                                                                          | 2 – 3                                                                               | Bosnia ed Erzegovina                                                                | Amichevole                                                                          | -                                                                                   | 75’                                                                                 |
| 9-2-2011                                                                            | Atlanta                                                                             | Messico                                                                             | 2 – 0                                                                               | Bosnia ed Erzegovina                                                                | Amichevole                                                                          | -                                                                                   | 62’                                                                                 |
| 26-3-2011                                                                           | Zenica                                                                              | Bosnia ed Erzegovina                                                                | 2 – 1                                                                               | Romania                                                                             | Qual. Euro 2012                                                                     | -                                                                                   | 76’                                                                                 |
| 3-6-2011                                                                            | Bucarest                                                                            | Romania                                                                             | 3 – 0                                                                               | Bosnia ed Erzegovina                                                                | Qual. Euro 2012                                                                     | -                                                                                   | 64’                                                                                 |
| 7-6-2011                                                                            | Zenica                                                                              | Bosnia ed Erzegovina                                                                | 2 – 0                                                                               | Albania                                                                             | Qual. Euro 2012                                                                     | -                                                                                   | 61’                                                                                 |
| 10-8-2011                                                                           | Sarajevo                                                                            | Bosnia ed Erzegovina                                                                | 0 – 0                                                                               | Grecia                                                                              | Amichevole                                                                          | -                                                                                   | 60’                                                                                 |
| 2-9-2011                                                                            | Minsk                                                                               | Bielorussia                                                                         | 0 – 2                                                                               | Bosnia ed Erzegovina                                                                | Qual. Euro 2012                                                                     | -                                                                                   | 88’                                                                                 |
| Totale                                                                              |                                                                                     | Presenze                                                                            | 31                                                                                  |                                                                                     | Reti                                                                                | 12                                                                                  |                                                                                     |

## Palmarès

### Club

#### Competizioni nazionali
- Serie C1: 1

Rimini: 2004-2005
- Supercoppa di Lega di Serie C: 1

Rimini: 2005
- Coppa della Cina: 1

Guizhou Renhe: 2013
- Supercoppa di Cina: 1

Guizhou Renhe: 2014

#### Competizioni internazionali
- Coppa Intertoto UEFA: 1

Udinese: 2000